# آگوست: اوسیج کانتی (فیلم)
آگوست: اوسیج کانتی (به انگلیسی: August: Osage County) نام فیلم درامِ آمریکایی است که در سال ۲۰۱۳ بر پایهٔ نمایشنامه‌ای به همین نام به کارگردانی جان ولز ساخته شد. این فیلم در دو رشتهٔ بهترین بازیگر نقش اول زن برای بازیِ مریل استریپ و بهترین بازیگر نقش مکمل زن برای بازیِ جولیا رابرتز نامزد جایزه اسکار شد.

## خلاصهٔ داستان
در آگوست: اوسیج کانتی، زندگی یک خانوادهٔ بزرگ و ازهم‌گسیخته‌ای روایت می‌شود که بعد از مدت‌ها به خاطر ناپدید شدنِ ناگهانیِ پدربزرگ دور هم جمع شده‌اند.
فیلم ساختاری تئاتری و نمایشی دارد و پر است از دیالوگ.بیش از نود درصد فیلم در نماهای داخلی فیلم برداری شده است.
بازی درخشان مریل استریپ و جولیا رابرتز سنگینی بار دراماتیک فیلم را به دوش می کشد.
عنوانِ فیلم در واقع از دو عنصر زمان و مکانِ وقوع ماجرا تشکیل شده‌است.